# Fiat 131
Fiat 131 var en bilmodel fra Fiat. Modellen afløste Fiat 124 i 1974 og blev i 1983 afløst af Fiat Regata.
Modellen fandtes som sedan med 2 eller 4 døre og som stationcar med 5 døre.
Motorerne havde alle 4 cylindre, og fandtes både som benzin- og dieselmotorer.
De mest synlige ændringer i modellernes produktionstid, var for- og baglygte arrangementer, og interiøret samt instrumenteringen, således i 1978 og 1982, hvor forlygterne blev større, og Fiat 131 blev mere luksusbetonet indvendigt.

## Motorprogram
| Model                             | Modelår           | Slagvolume | Effekt |
| --------------------------------- | ----------------- | ---------- | ------ |
| Fiat 131-modeller med benzinmotor |                   |            |        |
| 1300 / Mirafiori                  | 1974 − 1981       | 1297 cm³   | 65 hk  |
| 1300 Supermirafiori               | 1978 − 1981       | 1297 cm³   | 78 hk  |
| 1400 Mirafiori                    | 1982 − 1983       | 1367 cm³   | 70 hk  |
| 1600                              | 1974 − 1978       | 1585 cm³   | 75 hk  |
| 1600 Mirafiori                    | 1982 − 1983       | 1585 cm³   | 85 hk  |
| 1600 Supermirafiori               | 1978 − 1983       | 1585 cm³   | 96 hk  |
| 2000 Supermirafiori               | 1982 − 1983       | 1995 cm³   | 113 hk |
| Abarth / 2000 Volumetrico         | 1976, 1982 − 1983 | 1995 cm³   | 140 hk |
| Fiat 131-modeller med dieselmotor |                   |            |        |
| 2000D                             | 1978 − 1983       | 1995 cm³   | 60 hk  |
| 2500D                             | 1978 − 1983       | 2445 cm³   | 72 hk  |